# Hochdorf LU
| LU ist das Kürzel für den Kanton Luzern in der Schweiz. Es wird verwendet, um Verwechslungen mit anderen Einträgen des Namens Hochdorf zu vermeiden. |

Hochdorf (schweizerdeutsch Hoofdere [ˈhoːfdərə]) ist eine Einwohnergemeinde im Schweizer Kanton Luzern. Sie gehört zum Wahlkreis Hochdorf und ist Sitz eines der vier Luzerner Bezirksgerichte.

## Geographie
Hochdorf liegt im Luzerner Seetal. Die Gemeinde besteht aus den Ortsteilen Hochdorf-Dorf, Baldegg, Ligschwil, Urswil und zahlreichen Häusergruppen und Einzelgehöften.
Das Dorf selber liegt an der Strasse Luzern–Lenzburg rund einen Kilometer südöstlich des Baldeggersees. Im Norden des Orts liegt der Junkerewald, eines der wenigen Waldgebiete der Gemeinde. Am westlichen Dorfrand fliesst die Seetaler Ron vorbei.
Der Ortsteil Ligschwil liegt 1,5 km südlich des Dorfzentrums auf 482 m ü. M. Ebenso wie das südöstlich von ihm liegende Urswil (2 km südlich des Dorfs; 495 m ü. M.) wird er von der Seetaler Ron durchflossen. Das gesamte Gemeindegebiet südlich des Dorfs ist mit Ausnahme des Wasewalds und kleiner Wälder (Wirtlewald, Tannhölzli, Dessehölzli) landwirtschaftliches Nutzgebiet.
Das Gemeindegebiet nordwestlich von Hochdorf Dorf hin zum Baldeggersee ist ehemaliges Sumpfland. Kleine Überreste mit einem Seelein zeugen noch heute davon. Der Ortsteil Baldegg, der ein eigenes Dorf ist, liegt am Südostufer des Baldeggersees. Er liegt 2 km vom Zentrum von Hochdorf entfernt auf 469 m ü. M. und wird vom Stägbach durchflossen.
Die Höhenunterschiede innerhalb der Gemeinde sind gering. Der Baldeggersee liegt als tiefster Punkt der Gemeinde auf 464 m ü. M. Der höchste Punkt befindet sich auf einer kleinen Anhöhe östlich von Urswil auf 513 m ü. M.
Von der Fläche von 1031 ha sind 960 ha Landgebiet. Der Rest ist der Hochdorfer Anteil am Baldeggersee. Die Landfläche wird zu 59,4 % landwirtschaftlich genutzt, während 28,6 % Siedlungsfläche sind (Häuser, Strassen etc.). Bloss 11,7 % sind von Wald und Gehölz bedeckt (Stand 2015/16).
Angrenzende Gemeinden sind Ballwil, Eschenbach, Hohenrain, Rain und Römerswil.

## Bevölkerung
Die Einwohnerzahl wuchs von 1798 bis 1850 stark an (1798–1850: +31,6 %). Danach ging sie bis 1880 leicht zurück (1850–1880: −8,7 %). Mit der Ansiedlung von Industriebetrieben und der Inbetriebnahme der Seetalbahn (Luzern–Lenzburg) setzte ein starkes Wachstum ein (1888–1910: +135,9 %). Bis zur Mitte des 20. Jahrhunderts folgte ein mässiges, aber stetes Wachstum (1910–1950: +25,1 %). In der zweiten Hälfte des 20. Jahrhunderts verdoppelte sich die Bevölkerung (1950–2000: +100,6 %). Seit der Jahrtausendwende wuchs die Gemeinde Hochdorf bis 2015 weiterhin mässig (2000–2015: +28,7 %), seither stagniert die Einwohnerzahl (2015–2020: +1,5 %).
Quellen: 1798–1837: Helvetische und kantonale Volkszählungen; 1850–1980 Volkszählungsergebnisse, 1981–2010 ESPOP, seit 2011 STATPOP

### Sprache
Die Bevölkerung spricht im Alltag das hochalemannische Luzerndeutsch.

### Religionen – Konfessionen
Früher bestand die gesamte Einwohnerschaft aus Mitgliedern der römisch-katholischen Kirche. Heute sieht die religiöse Landschaft wie folgt aus: Es gibt 77,35 % römisch-katholische (Bistum Basel), 8,63 % evangelisch-reformierte (Evangelisch-Reformierte Landeskirche des Kantons Luzern) und 2,80 % orthodoxe Christen. Daneben findet man 4,43 % Muslime, 2,99 % Konfessionslose und 0,71 % Angehörige anderer nichtchristlicher Glaubensgemeinschaften (Stand 2000).

### Herkunft – Nationalität
Ende 2020 zählte die Gemeinde 9872 Einwohner. Davon waren 7702 Schweizer Staatsangehörige und 2170 (= 22,0 %) Menschen anderer Staatsangehörigkeit. Die grössten Zuwanderergruppen kommen aus dem Kosovo (378 Menschen), Italien (306), Deutschland (255), Portugal (229), Serbien (133), Eritrea (99), Polen (82), Bosnien und Herzegowina (73), der Türkei (57), Spanien (56), Ungarn (49), Nordmazedonien (31), Sri Lanka (28) und Rumänien (22).

## Geschichte

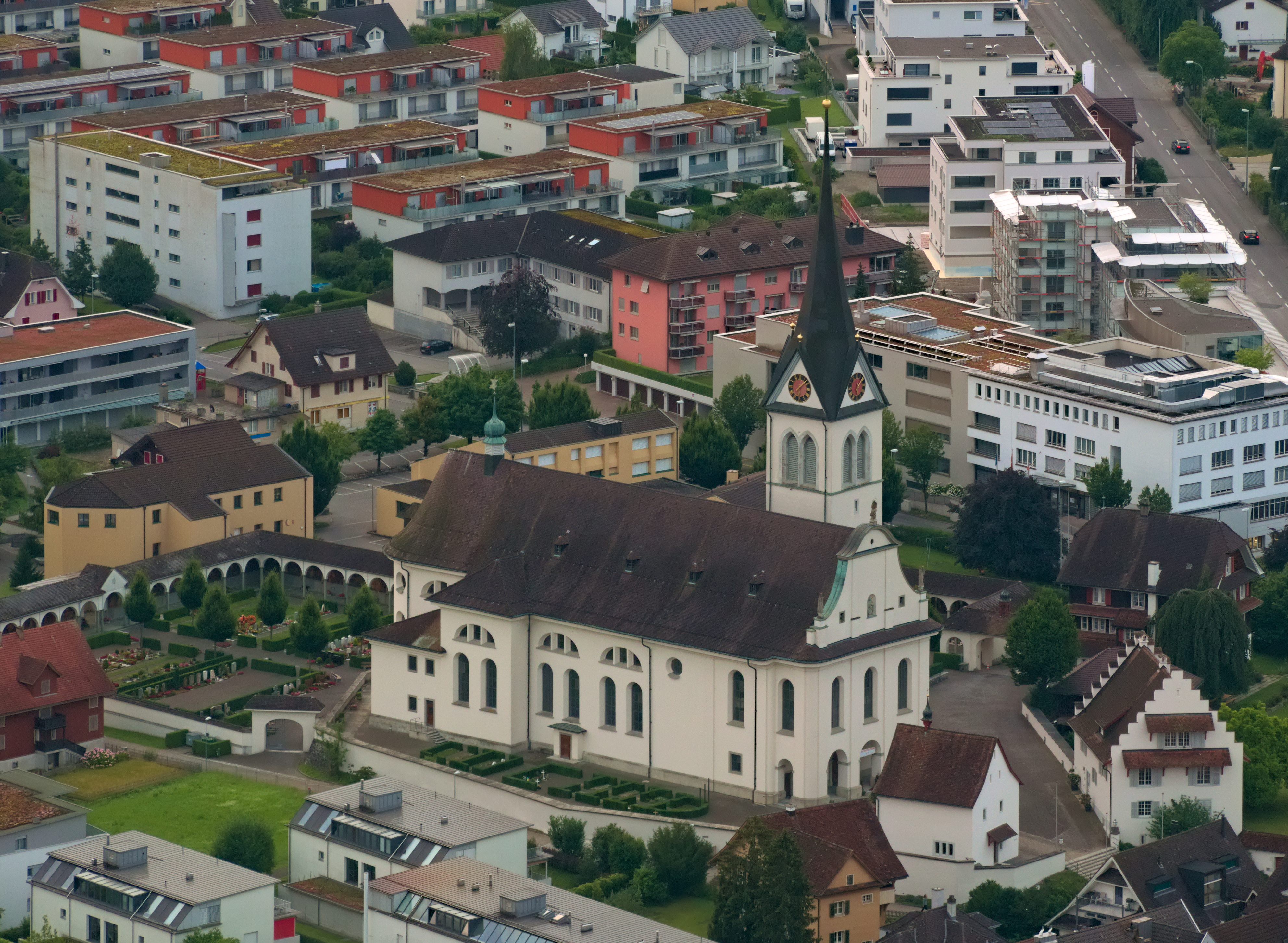
Pfarrkirche St. Martin in Hochdorf

Luftbild von Walter Mittelholzer (1919)

Bei Ausgrabungen fand man eine Pfahlbausiedlung aus der jüngeren Steinzeit. Hochdorf wird erstmals im Jahr 924 als Hodorf (1045: Hotorf)  erwähnt und könnte «Dorf des Hoho» bedeuten; «Hochdorf» wäre demnach eine spätere Umdeutung. Urswil wird erstmals im Jahr 893, Baldegg erstmals 1236 genannt. 962 oder 964 findet in Hochdorf vermutlich die Einweihung einer Kirche durch Bischof Konrad von Konstanz statt. Im Jahr 1243 fällt Hochdorf von den Herren von Lenzburg an die Habsburger. Nach der Schlacht von Sempach bemächtigt sich Luzern der Gegend. Hochdorf gehört bis 1798 zur Vogtei Rothenburg und wird 1803 an dessen Stelle Amtshauptort des neu gegründeten Amtes Hochdorf.
Oftmals verwüsteten Brände das Dorf. So ging 1707 das ganze Dorf in Flammen auf, noch heute erinnert ein Brunnen im Dorf an den Dorfbrand.
Die Ritter am See oder von Baldegg finden sich in der dortigen Doppelburg 1238 urkundlich erwähnt.
1907 führten die Arbeiter der metallurgischen Betriebe einen Generalstreik durch.

## Politik

### Gemeinderat
Der Gemeinderat Hochdorf besteht aus fünf Mitgliedern und setzt sich wie folgt zusammen (2020):
- Lea Bischof-Meier: Gemeindepräsidentin; Ressort Präsidiales und Kultur
- Daniel Rüttimann: Ressort Soziales, Gesundheit, Sicherheit
- Reto Anderhub: Finanzen, Wirtschaft, Jugend und Sport
- Stefan Kaeslin: Ressort Bildung
- Gaby Oberson: Ressort Bau, Verkehr und Umwelt

Gemeindeschreiber ist Thomas Bühlmann.

### Kantonsratswahlen
Bei den Kantonsratswahlen 2023 des Kantons Luzern betrugen die Wähleranteile in Hochdorf: Mitte 38,49 %, SVP 21,60 %, FDP 15,76 %, SP (mit JUSO) 11,28 %, Grüne (mit JG) 7,90 % und glp 4,97 %.

### Nationalratswahlen
Bei den Schweizer Parlamentswahlen 2023 betrugen die Wähleranteile in Hochdorf: Mitte 40,6 %, SVP 22,9 %, FDP 13,1 %, SP 9,8 %, GPS 5,7 %, glp 5,3 %, EVP 0,3 %.

## Verkehr
Hochdorf ist gut durch den öffentlichen Verkehr erschlossen. Der Ort liegt an der Bahnlinie Luzern–Lenzburg und wird durch die Seetalbahn bedient. Die Gemeinde hat seit Dezember 2006 vier Bahnstationen – Hochdorf, Baldegg, Baldegg Kloster und Hochdorf Schönau. Überdies gibt es die Buslinien Hochdorf–Hohenrain–Hochdorf (Rundkurs), Hochdorf–Römerswil–Beromünster, Hochdorf–Gelfingen–Hitzkirch–Schongau/Müswangen–Hämikon (nur abends), Hochdorf–Rotkreuz SBB («TransSeetalExpress») sowie nach Sempach.
Durch Hochdorf führt die Kantonsstrasse 26 Luzern–Lenzburg. Die nächsten Autobahnanschlüsse sind Sempach in 9 km und Emmen-Süd in 10 km Entfernung an der A2. Der Anschluss Gisikon-Root an der A14 (Luzern-Zug) ist ebenfalls 10 km weit entfernt.
Im Seetal verläuft die von SchweizMobil markierte Veloroute «Seetal-Bözberg», die von der Stadt Luzern durch das Mittelland und über den Jura bis an den Rhein führt. Sie liegt im Gemeindegebiet von Hochdorf mehrheitlich auf Nebenstrassen und durchquert Urswil, das Ortszentrum von Hochdorf, den Weiler Huwil, der zu Römerswil gehört, und erreicht bei Nunwil das Ufer des Baldeggersees.

## Galerie

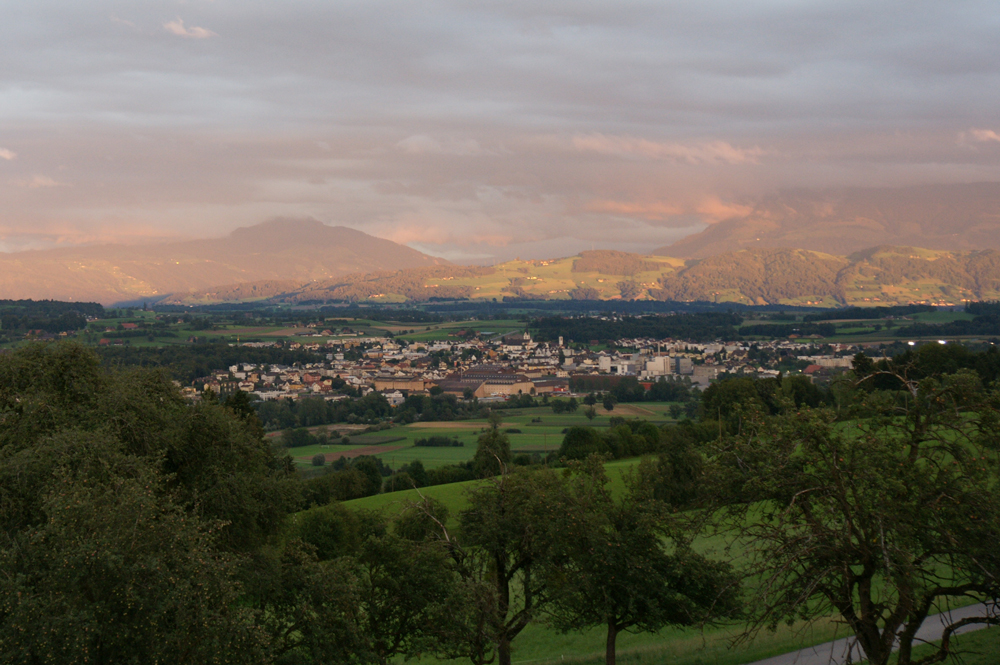
Hochdorf von Nordwesten am Abend
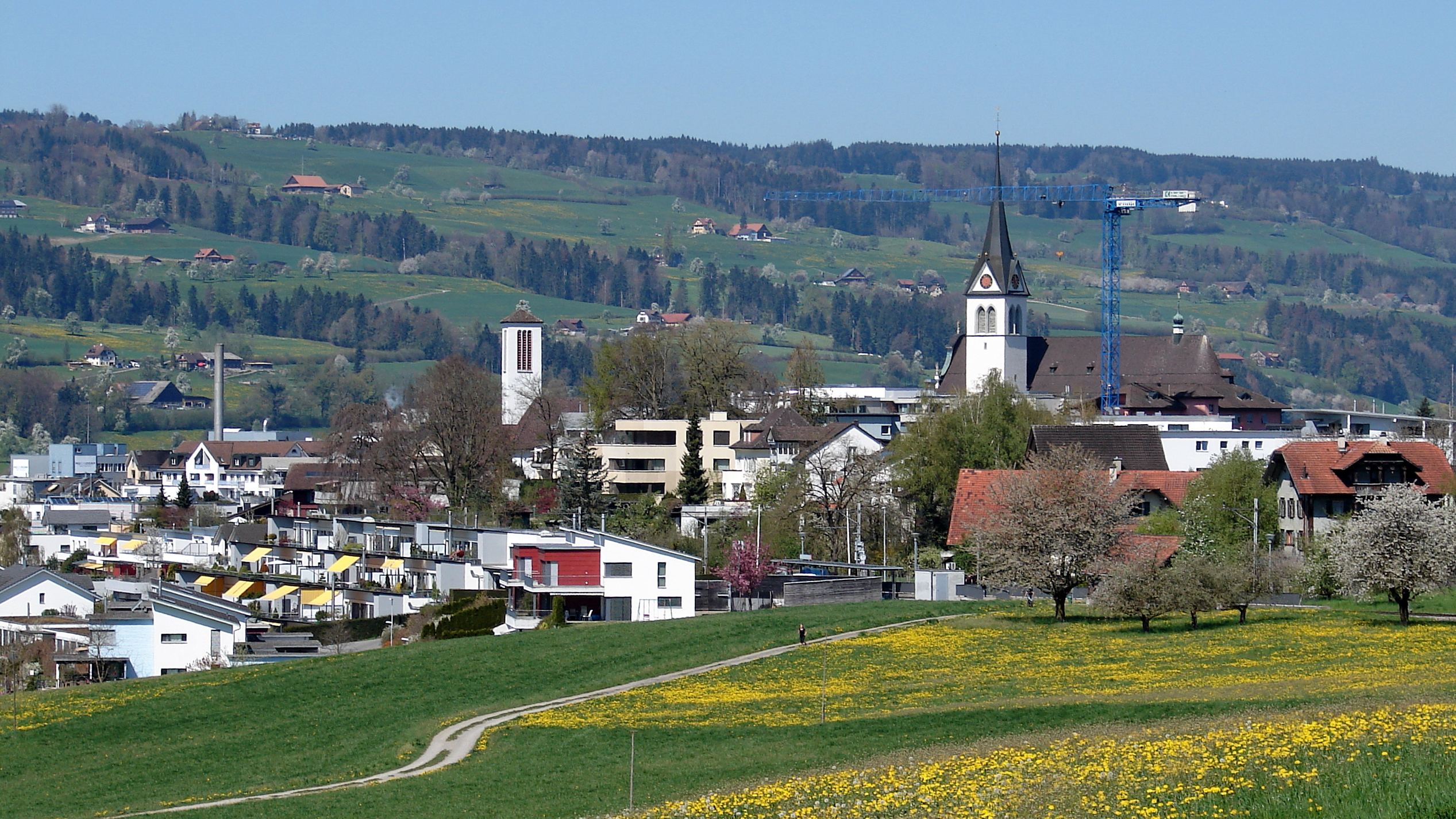
Hochdorf von Osten
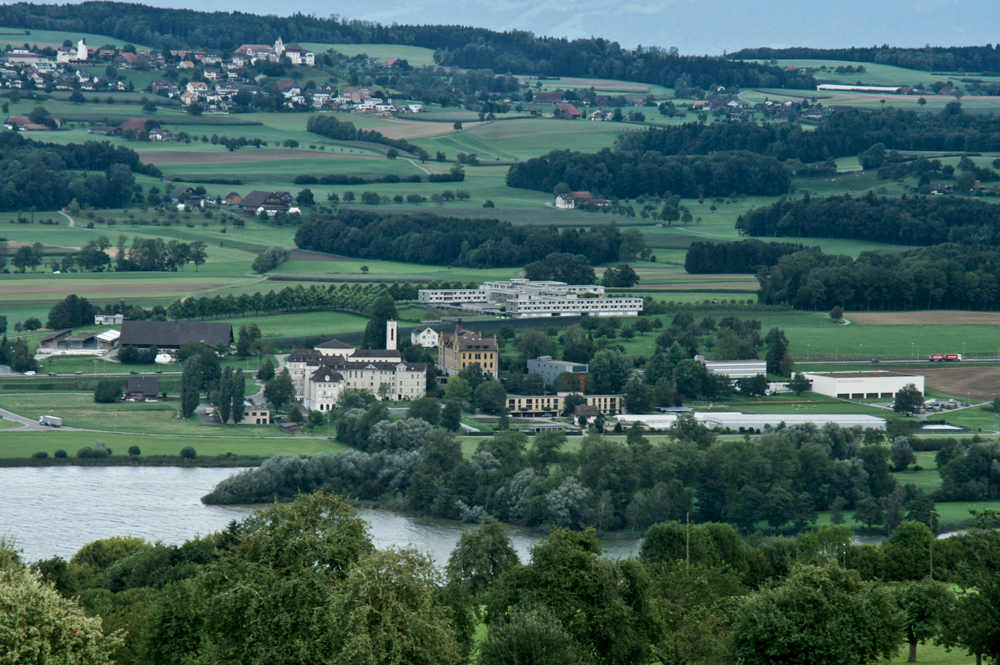
Kloster Baldegg und Kantonsschule Seetal
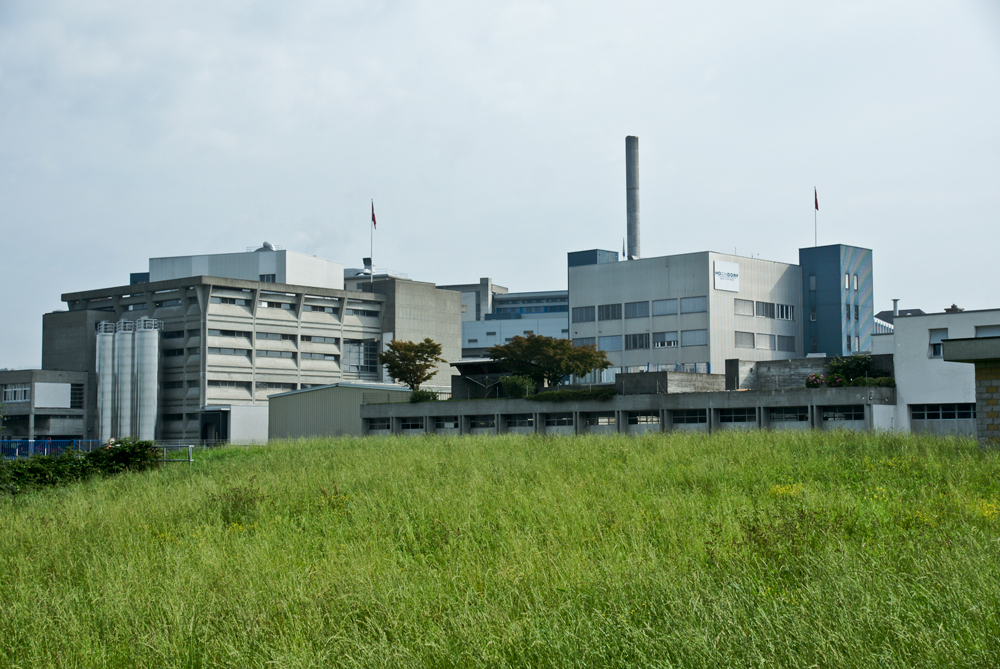
Die Hochdorf Nutritec AG in Hochdorf
Kapelle in Urswil
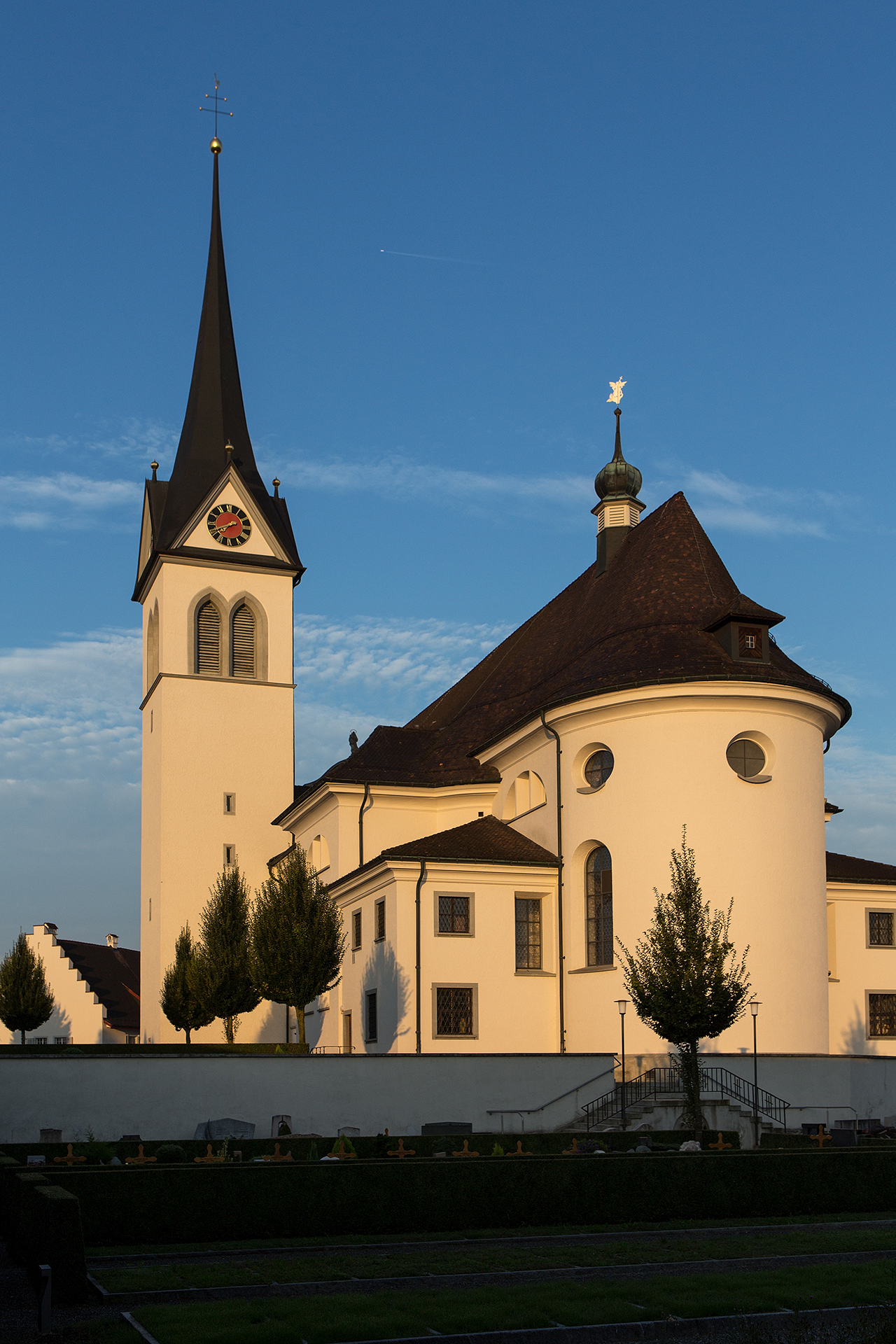
Pfarrkirche
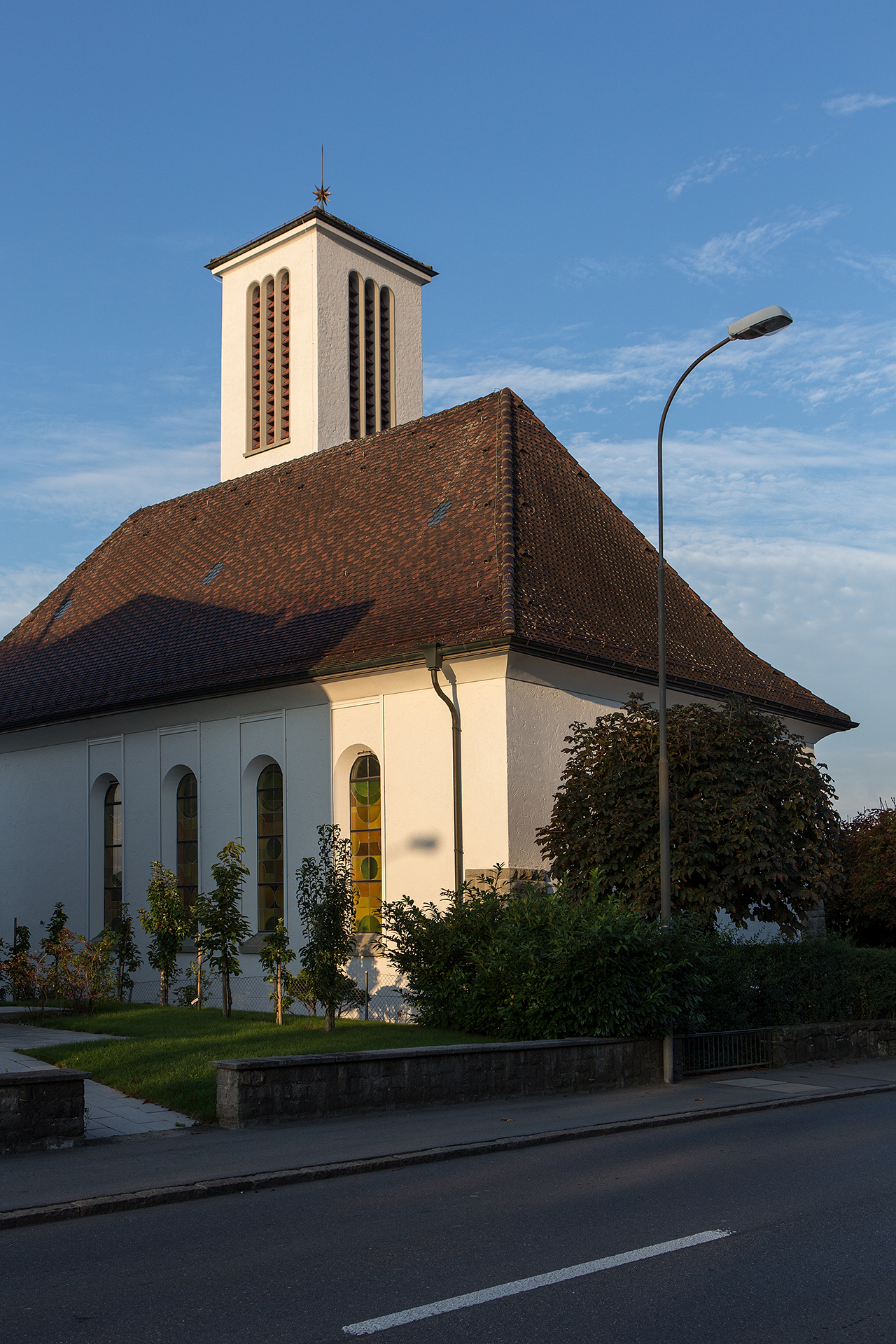
Reformierte Kirche
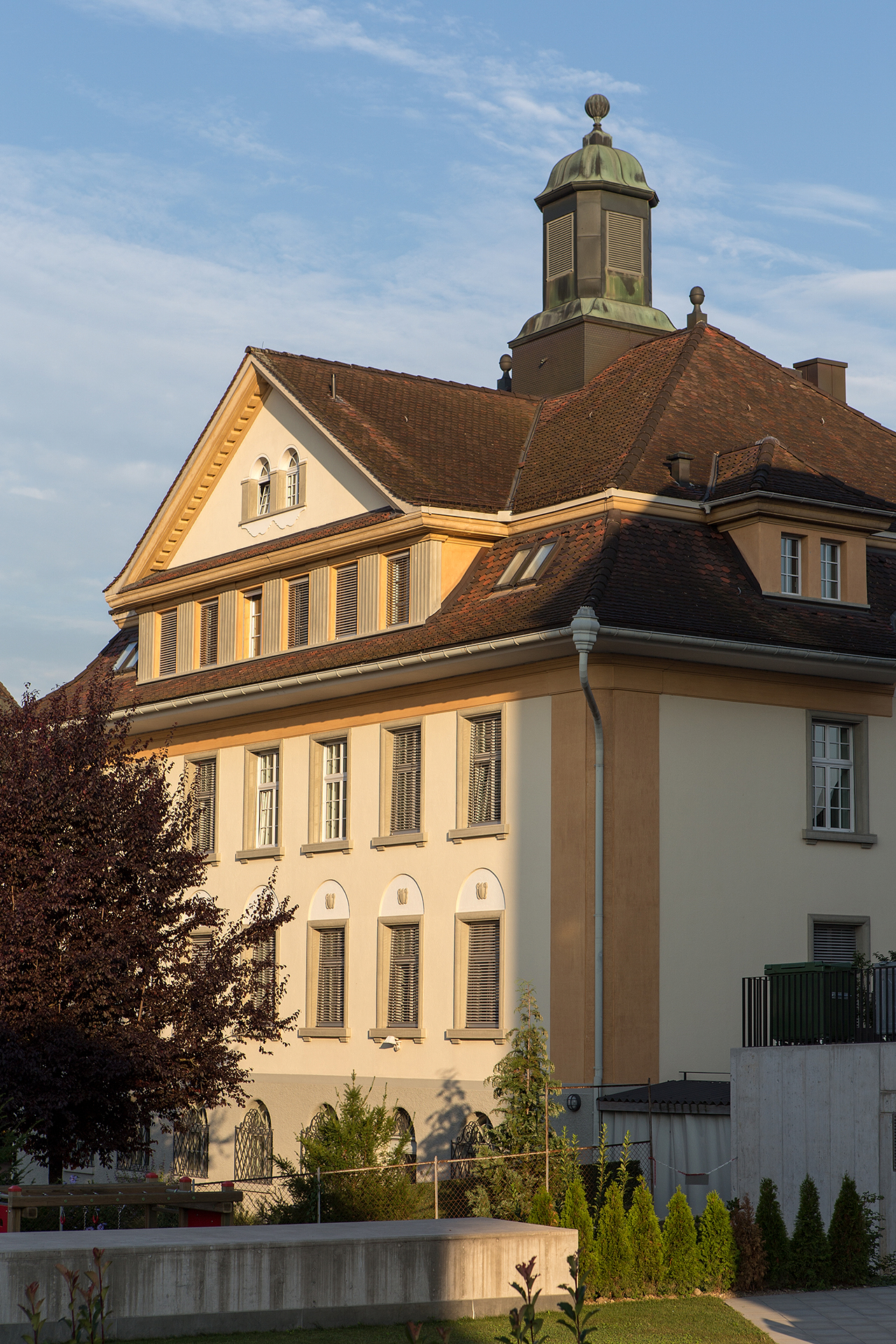
Rathaus
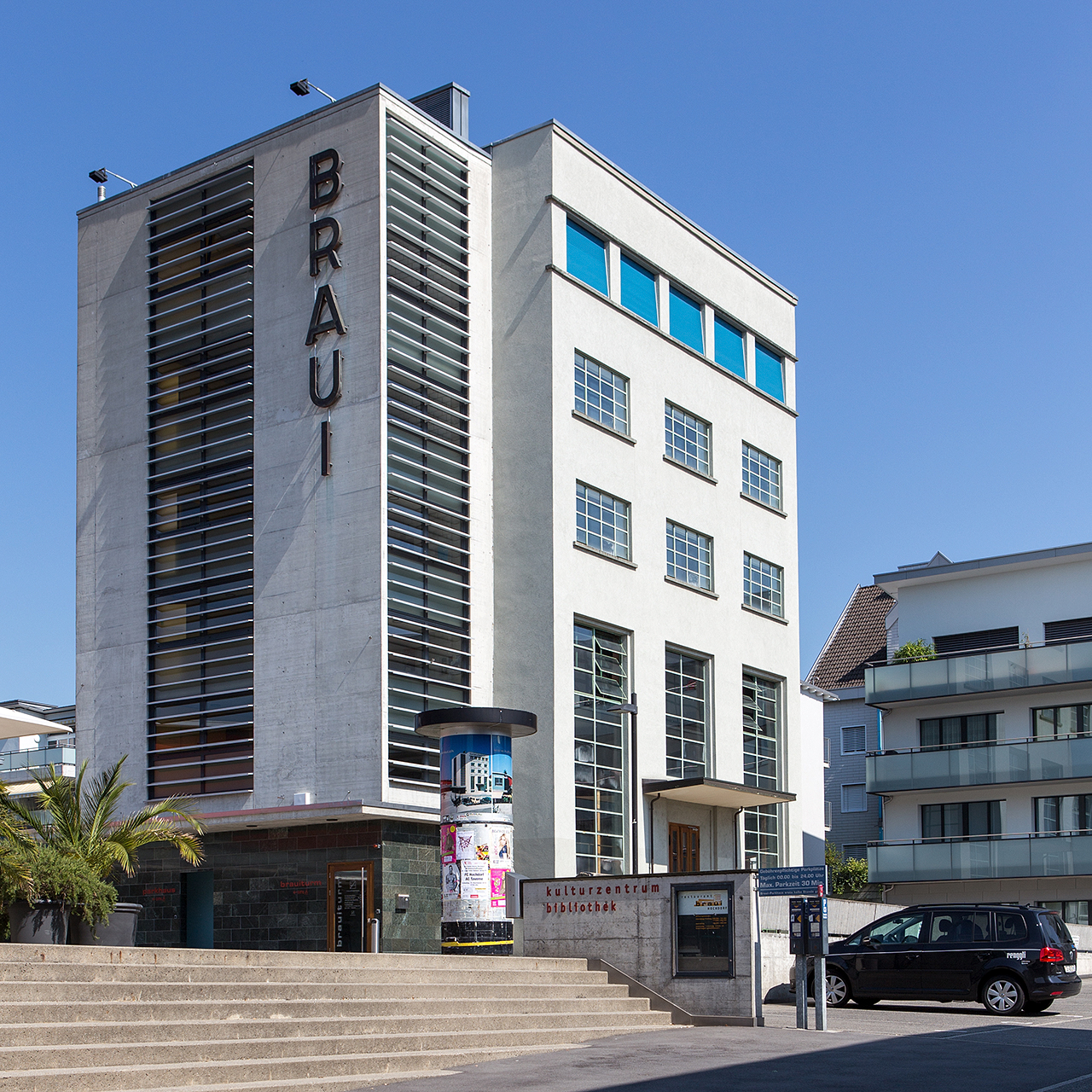
Braui
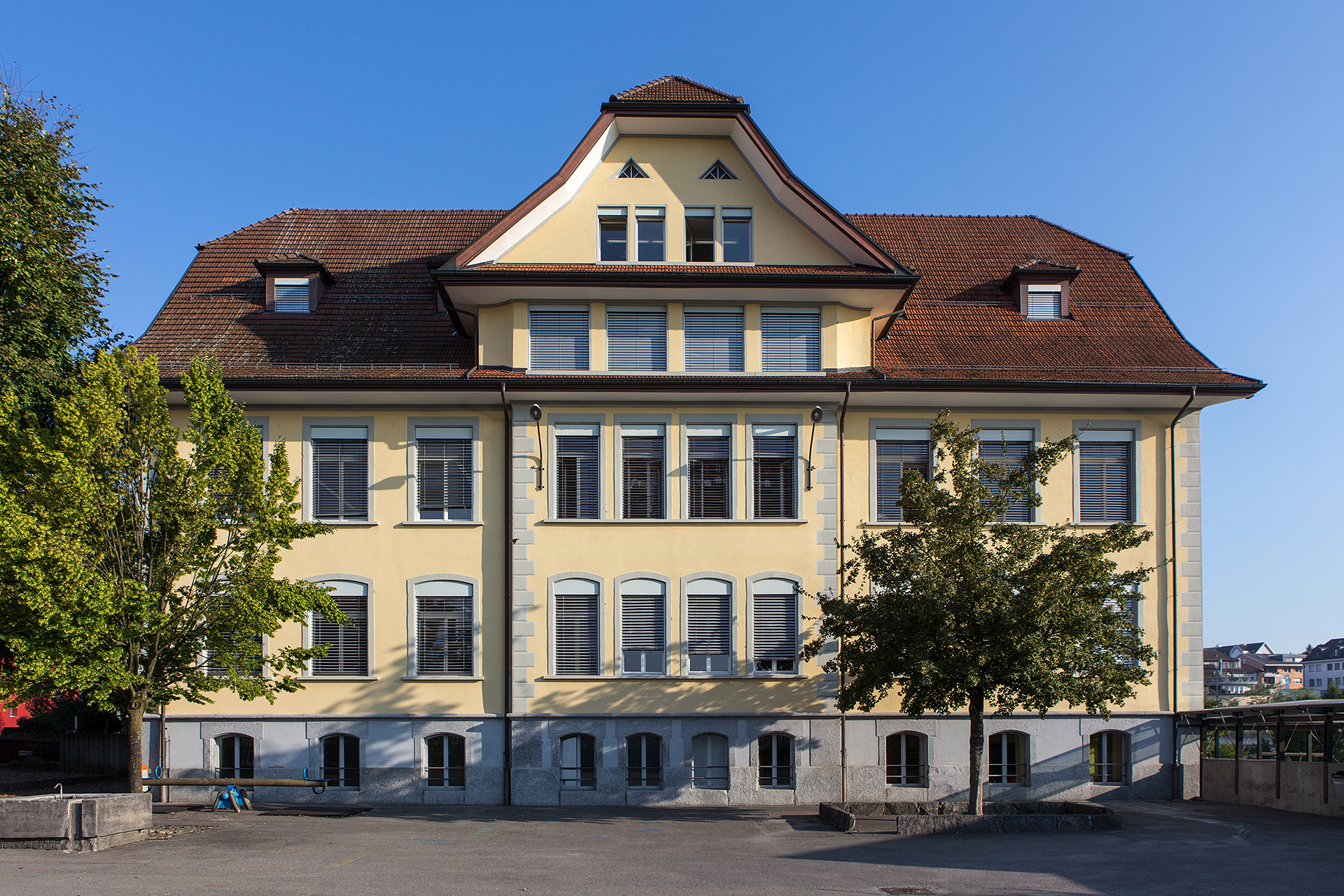
Peter-Halter-Schulhaus
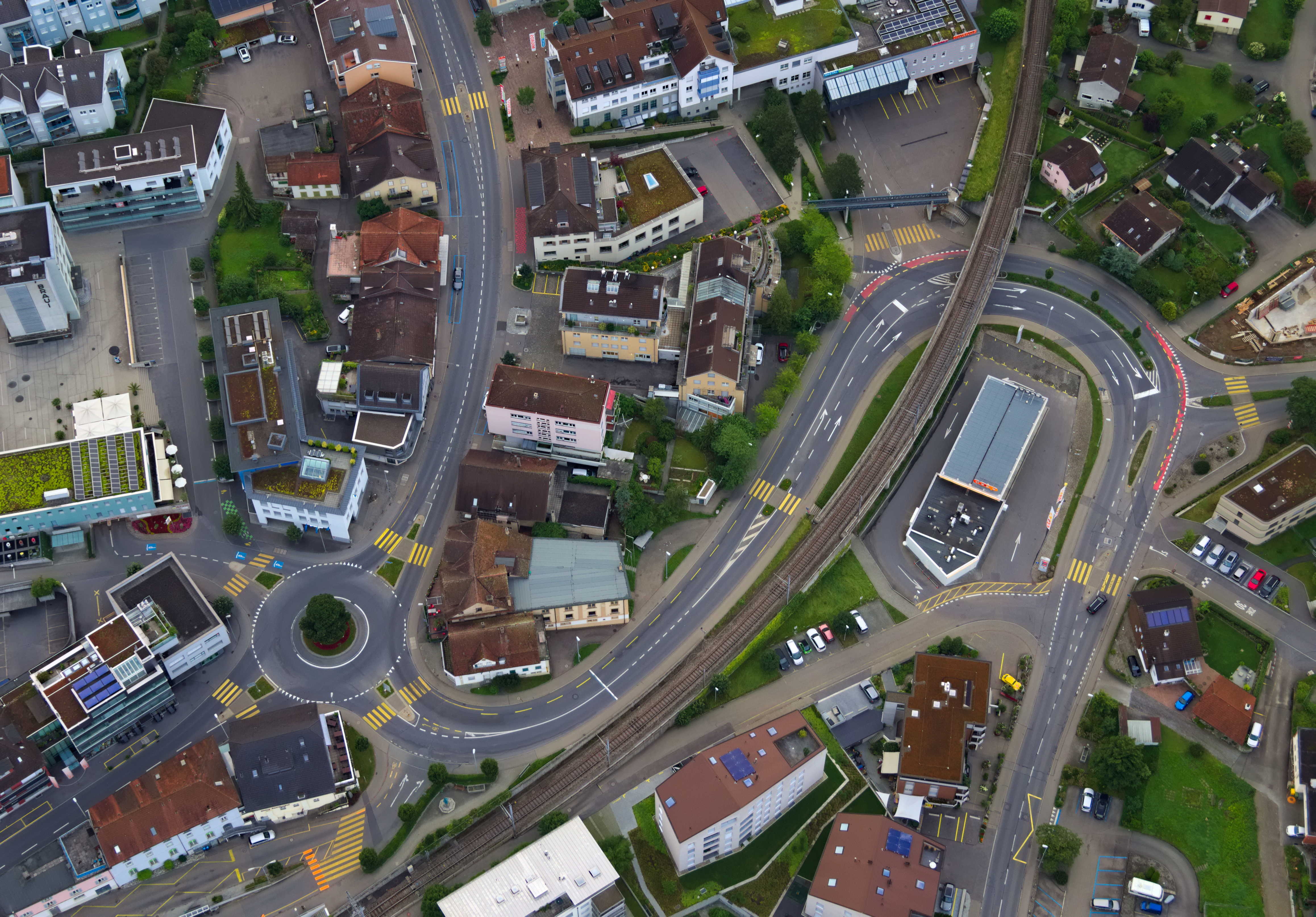
Ortskern aus der Luft

## Persönlichkeiten
- August Frey (1912–1998), Maler und Grafiker
- Jakob Frey (1681–1752), Kupferstecher und Verleger graphischer Werke
- Theo Frey (1908–1997), Fotograf
- Jost Bernhard Häfliger (1759–1837), Pfarrer, Förderer des Landschulwesens und Pionier der Mundartliteratur
- Marie-Theres von Gunten (* 1951), Jodlerin, Komponistin und Dirigentin, wurde in Baldach geboren
- Leodegar Ineichen († 1876), letzter Abt (1859–1862) des Klosters Rheinau
- Erich Mächler (* 1960), Radrennfahrer
- Theres Roth-Hunkeler (* 1953), Schriftstellerin, Journalistin und Hochschullehrerin
- Hans Sticher (1934–2022), Chemiker und Professor
- Joseph Widmer (1779–1844), Hochschullehrer am Lyzeum Luzern und Dompropst in Beromünster